# Colibri (genre)
Genre
Colibri est un genre d'oiseaux de la famille des Trochilidae comprenant cinq espèces présentes au nord de l'Amérique du Sud, et pour certaines en Amérique centrale.

## Liste des espèces
D'après la classification de référence (version 5.1, 2015) du Congrès ornithologique international (ordre phylogénique) :
- Colibri delphinae – Colibri de Delphine
- Colibri thalassinus – Colibri thalassin
- Colibri cyanotus – Colibri cyanote
- Colibri coruscans – Colibri d'Anaïs
- Colibri serrirostris – Colibri à ventre blanc

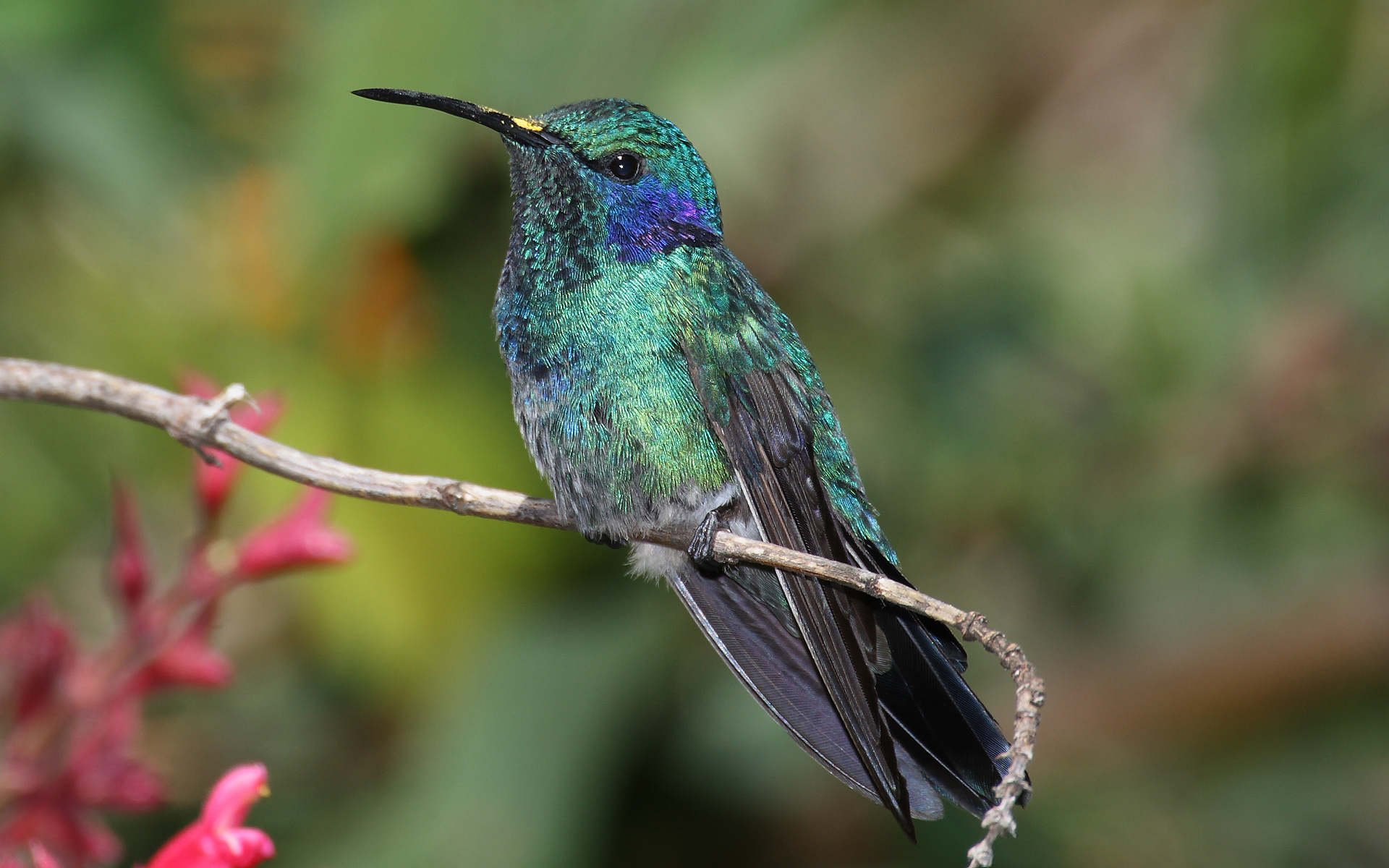
Colibri thalassin (Colibri thalassinus) posé sur une branche

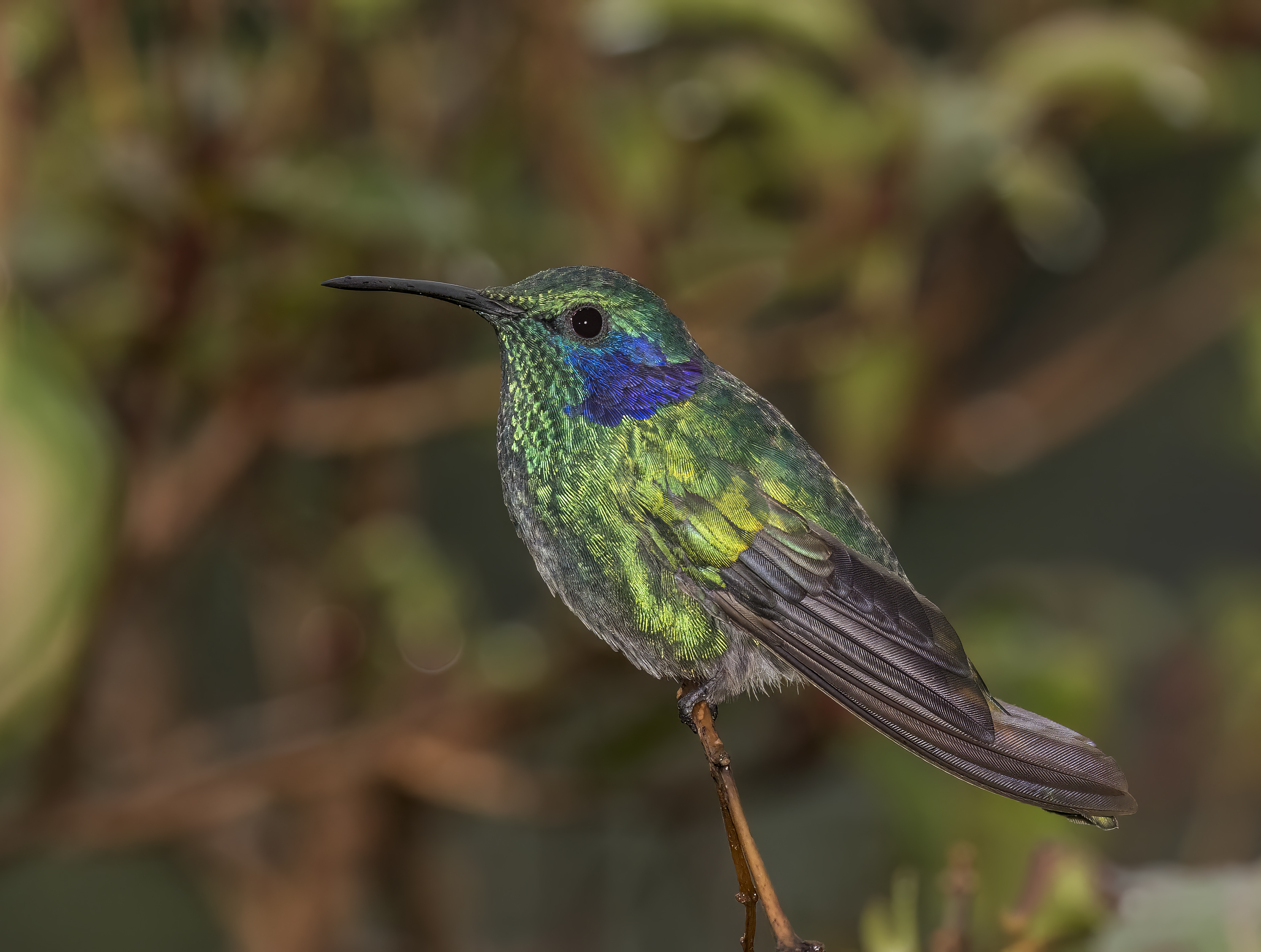
Colibri cyanotus posé sur une branche

## Liens externes

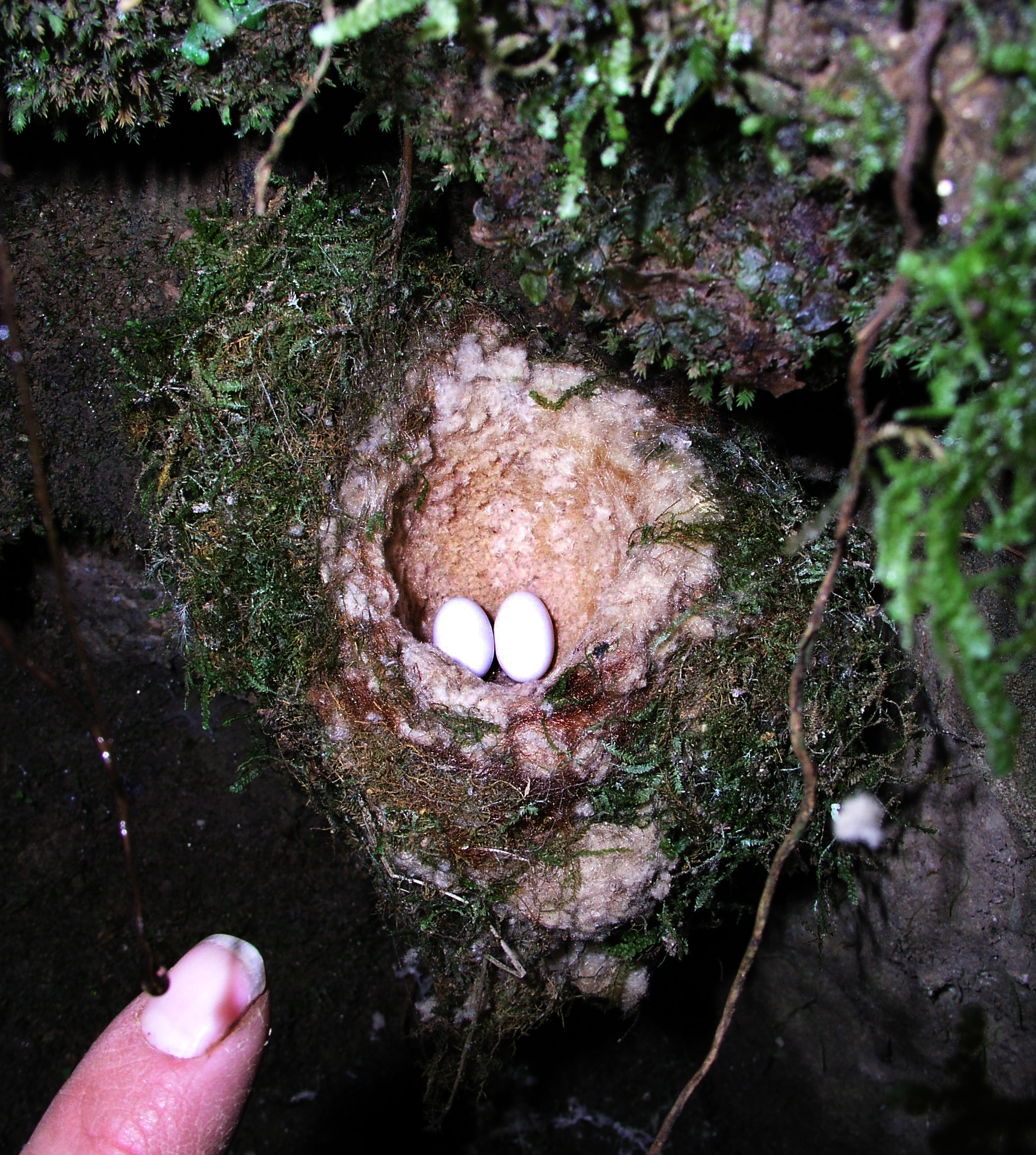
Nid de colibri dans le Tragadero de Parjugsha Alto (Soloco, Chachapoyas, Amazonas, Pérou).